# Jorim
Jorim is een algemene term in de Koreaanse keuken die gebruikt wordt voor gerechten die bereid zijn door groenten, vlees, vis of tofoe lang te laten sudderen in een hete saus. Het woord Jorim komt van jorida (hangul:조리다) wat vertaald kan worden als "sudderen in een dikke soep of saus".
De term duikt pak voor het eerst op in kookboeken uit de 17de eeuw, omdat terminologie nog niet gestandariseerd was voor die tijd. In het Koreaanse kookboek Siui jeonseo wordt voor het eerst een jorim-recept gevonden. Het is een recept voor het bereiden van jangjorim (hangul:장조림).
De saus waarin jorim wordt klaar gemaakt is op basis van sojasaus, ganjang genoemd in het Koreaans. Wanneer bij het klaarmaken jorim sterk ruikende ingrediënten worden gebruikt, zoals makreel, wordt ook vaak gochujang of chili poeder toegevoegd.

## Variaties
- Jangjorim (장조림) wordt bereid met bief of eieren.
- Godeungeo jorim (고등어조림) wordt bereid met makreel en specerijen.
- Yeongeun jorim (연근조림), bereid met lotus wortel.
- Dubu jorim (두부조림) wordt bereid met tofoe.
- Ggatnip jorim (깻님조림) wordt bereid met perillabladeren.